# Remake, Rome ville ouverte
Pour plus de détails, voir Fiche technique et Distribution.
Remake, Rome ville ouverte (Celluloide) est un film italien réalisé par Carlo Lizzani, sorti en 1996.

## Synopsis
Histoire de la genèse et du tournage de Rome, ville ouverte alors que l'Italie est encore en proie aux difficultés de la guerre.

## Fiche technique
- Titre original : Celluloide
- Titre français : Remake, Rome ville ouverte
- Réalisation : Carlo Lizzani
- Scénario : Carlo Lizzani, Furio Scarpelli et Ugo Pirro d'après le livre de ce dernier
- Musique : Manuel De Sica
- Photographie : Giorgio Di Battista
- Pays de production : Italie
- Genre : drame
- Date de sortie : 1996

## Distribution
- Giancarlo Giannini : Sergio Amidei
- Massimo Ghini : Roberto Rossellini
- Anna Falchi : Maria Michi
- Lina Sastri : Anna Magnani
- Massimo Dapporto : Giuseppe Amato
- Antonello Fassari : Aldo Fabrizi
- Christopher Walken : Rod Geiger
- Mathilda May
- Massimo Serato
- Anna Galiena
- Steve Scott (en) : Henry Feist